# غابور إيهاز
غابور إيهاز (بالمجرية: Ihász Gábor)‏ (و. 1946 – 1989 م) هو مغني، وملحن، وعازف قيثارة، ولاعب كرة قدم مجري، ولد في بودابست، توفي في بودابست، عن عمر يناهز 43 عاماً.